# هل‌آباد (نطنز)
هل آباد، روستایی از توابع بخش مرکزی شهرستان نطنز در استان اصفهان ایران است. این روستا در شمال شرقی شهر نطنز و در جوار روستای جزن قرار دارد. این روستا در حال حاضر خالی از سکنه است و در اصل یکی از مزارع تابعه روستای جزن بوده است.
 محوطه باستانی هل آباد شامل قلعه تاریخی است که به دوران پیش از اسلام بر می گردد. همچنین در این محوطه باستانی و در جوار کوه هل آباد سرباره های ذوب فلزات و کوره های آن مشاهده شده است. در این منطقه که قدمتی چندهزار ساله دارد و به عنوان یک سایت باستانی ذوب فلز محسوب می شود، تعدادی حفره های غار مانند وجود دارد که باستان شناسان آنها را معادن سنگ جهت استخراج فلزات می دانند که قدمتی چند ده هزار ساله دارند. در این محوطه یک قنات وجود دارد که میله چاه آن بر خلاف چاه های کنونی گرد نیست و به صورت مستطیل است و حکایت از چاه های دوران اشکانیان دارد. متاسفانه در معرفی و بازشناسی این منطقه باستانی مهم از سوی مسئولین امر فعالیت چندانی صورت نگرفته است و مسکوت باقیمانده است.